# Batalla de Gazala
La batalla de Gazala, entre el 26 de maig i el 21 de juny de 1942 es va lluitar en la campanya del Desert Occidental de la Segona Guerra Mundial, entre l'Afrika Korps Italoalemany comandades per Erwin Rommel i el 8è Exèrcit britànic, comandat per Claude Auchinleck

## Antecedents
El 13 de setembre de 1940, forces italianes van envair Egipte des de les seves bases a Líbia. En aquella època, Egipte era colònia britànica i Líbia colònia italiana. Els italians van ocupar una petita regió a l'oest del país i van establir posicions defensives a Sidi Barrani. El 9 de desembre, els britànics van contraatacar llançant l'Operació Compass que va fer retrocedir als italians fins a El Agheila (Líbia). Durant l'operació, es van capturar un gran nombre de presoners italians.
La derrota de l'exèrcit italià va forçar Hitler a enviar reforços al nord d'Àfrica per tal d'evitar un col·lapse total dels italians. Durant el mes de febrer de 1941, les primeres unitats del que més endavant seria conegut com a Afrika Korps, sota el comandament del general Erwin Rommel, van arribar a Líbia. Inicialment, Rommel només tenia ordres de mantenir la posició contra possibles atacs aliats, però veient que trobava poca resistència va començar una ofensiva improvisada que va fer retirar als britànics fins a la frontera amb Egipte. Després de diversos contraatacs fallits, el 18 de novembre de 1941 els britànics van llançar l'Operació Crusader que va resultar ser tot un èxit i, abans d'acabar l'any, es va recapturar tot el territori perdut durant la primavera passada fins a El Agheila.
Després d'haver-se hagut de retirar a conseqüència de l'Operació Crusader, semblava que l'Afrika Korps havia quedat definitivament derrotat, però els conflictes que estaven tenint lloc al Pròxim Orient havien obligat als britànics a retirar tropes del nord d'Àfrica, mentrestant, les forces de l'Eix havien rebut nous subministraments des de Trípoli. Rommel es va adonar de seguida del canvi de situació i el 21 de gener de 1942 va llançar la seva segona ofensiva. Els alemanys van fer retrocedir als aliats fins a Gazala, on l'avanç va ser temporalment aturat

## La posició d'Ain-el-Gazala
La posició d'Ain-el-Gazala, a la que s'acolliren les forces angleses, estava organitzada, ja feia temps enrere. Llurs condicions defensives eren bones i a l'empara d'elles instal·laren els anglesos en nombrosos punts de suport ben fortificats, que es protegien mútuament creuant llurs focs. Tots ells estaven profundament artillats i equipats, i abastats de tal forma que podien, si fos precís, sostenir el combat pels seus propis mitjans durant un llarg temps.
Cobrint el conjunt de la posició, existia una profunda i extensa zona minada, complementada pels camps de mines propis dels punts de suport abans citats, i que rodejaven aïlladament a cadascun d'aquests. Els punts més importants de la posició eren: Tobruk, Gazala, Knighsbridge i El Adem. I a l'extrem meridional, cobrint l'ala esquerra de la defensa, Bir-Hakeim, forta posició guarnida pels francesos lliures, sota el comandament del general Koenig. El VIII exèrcit britànic, que ocupava la posició d'Ain-elGazala, estava integrat per 13 divisions, uns 180.000 homes, ben equipats, i col·locats sota el comandament del general anglès Neil Ritchie.

## Pla anglès
El pla anglès no era solament de resistir. El general Neil Ritchie projectava llençar-se a l'atac aprofitant el moment probable de la detenció italo-alemanya davant llurs fortes i ben organitzades posicions. Però el factor temps jugà en aquesta ocasió un paper principalíssim en la marxa dels esdeveniments. Els dos adversaris necessitaven reorganitzar llurs forces, abastar-se i preparar-se degudament per l'ofensiva. I el general Ritchie es deixà guanyar per una escassa diferència de dies. Completament preparat i disposat, fixà un dels últims dies de maig per desencadenar una ofensiva. Molt poc abans, el dia 26, llençava el general Erwin Rommel la seva.
En aquell moment les forces italo-alemanyes es componien d'unes 13 divisions, de les quals, quatre eren cuirassades, i tres aereotransportades; els efectius estaven, doncs, equilibrats. Però del cantó italo-alemany la superioritat moral era evident. Aquestes forces acabaven de realitzar una campanya victoriosa i tenien confiança en si mateixes i en llurs possibilitats, perquè se sentien ben dirigides i perquè sabien que la seva rereguarda pròxima restava atapeïda d'abastaments de totes classes, que les línies de comunicació amb llurs bases metropolitanes estaven lliures i suficientment protegides, i que l'ala esquerra, la més perillosa, restava assegurada.
Era cert, en efecte, que aquella època el domini de les aigües mediterrànies estava en poder de l'Eix. Aquesta era condició primordial pel desenvolupament de l'ofensiva, que hagués estat una bogeria intentar amb l'ala marítima al descobert. Anglaterra llavors passava per un greu col·lapse en el seu poder naval. Les importants pèrdues sofertes a l'Extrem Orient en llur lluita conta l'aviació italo-alemanya foren causa que no pogués mantenir el mateix nivell anterior el seu poder naval al Mediterrani.

## Moment adequat per l'Eix
I d'aquesta situació d'inferioritat, creada en part per elles mateixes, saberen treure un bon partit les potències de l'Eix, aprofitant-la de forma immediata per fer possible la més forta de totes les ofensives que fins llavors havien realitzat a Líbia.
En els primers dies de l'ofensiva, les posicions britàniques foren atacades de front. Forces lleugeres penetren pels intervals, profunditzant en alguns punts audaçment, però són contingudes i no es produeixen esdeveniments importants. Mentrestant, les unitats cuirassades es troben vers el Sud, i comencen a envoltar el front britànic per l'ala esquerra. A l'extrem d'aquest si trobava la posició de Bir Hakeim, defensada, segons ja hem indicat abans, per forces franceses afectes al general De Gaulle. Hi hagué una lluita acarnissada entorn d'aquesta posició, i quan al cap de 15 dies, -l'11 de juny, assolí el general Erwin Rommel apoderar-se d'aquesta, la batalla d'Ain-el-Gazala restà decidida en contra de les armes aliades.
El general alemany explotà hàbilment llur èxit fent amb totes les seves forces una ràpida conversió vers el Nord i prenent del revés totes les posicions de la línia britànica. L'objectiu de Rommel era arribar al mar i tallar la retirada al gruix de les forces angleses. El dia 15 de juny assolí la costa a l'altura d'Acroma, i restà cobert aquest objectiu. Una part considerable del malmès i dispers VIII exèrcit britànic caigué presoner. Una altra part assolí obrir-se pas vers l'Est, marxant a la recerca de noves línies de defensa.